# サルパ・サルパ
サルパ・サルパ（学名：Sarpa salpa）は、タイ科に属する条鰭綱の海水魚の一種である。タイ科サルパ属の唯一の種である。
本種は、英語では「サリーマ（salema）」「カウブリーム（cow bream）=牛鯛」「カランティーン（karanteen）」「サルパ（salpa）」「ソープ（saupe）」「ストレピー（strepie）=縞魚」「ゴールドライン（goldline）=金線」などの名称でも知られる。分布域は東部大西洋、地中海、および南西インド洋に及ぶ。2006年にフランスでこの魚を食べて幻覚を見た事件が広く知られて以降、「ドリームフィッシュ（dreamfish）=夢見る魚」と呼ばれることもある。

## 分類
サルパ・サルパは、最初は1758年にカール・フォン・リンネによって同定され、『自然の体系』第10版にSparus salpaとして記載された。基準標本産地は明示されていないが「地中海に生息」と書かれている。なお、ヘダイ属 (Sparus) もこの『自然の体系』第10版でリンネが作ったものであり、ヨーロッパヘダイなどの属名として現在でも使われている。
1814年、ジョルジュ・キュヴィエは現代学名Boops boops、当時の学名Sparus boopsを標準種とする Boops 属 を定義した。1831年にシャルル・リュシアン・ボナパルトはBoops 属をBox属とSarpa属に分割した。ただしBox属は現在では使われず、Boops 属とされている。
一部の研究者はSarpa属をタイ科の亜科Sparinaeに分類しているが、『世界の魚類』第5版ではタイ科内の亜科は認めていない。
1830年、アシル・ヴァランシエンヌはBox goreensisを新種として報告したが、現在ではサルパ・サルパと同じ種とされている。

## 語源
サルパ・サルパの属名Sarpaは、この魚がジェノヴァでsarpaと呼ばれていることに由来する。種名salpaはラテン語で魚を意味するsalpaに由来し、この語はアリストテレスの時代の古代ギリシア語としても用例があり、現代でもギリシアやアルバニアなど地中海沿岸の各地でサルパ・サルパを指す語となっている。

## 形態
サルパ・サルパは、やや細長く整った楕円形の体形をしており、その標準体長は体高の約2.8倍である。背びれには11本の棘条と14本から15本の軟条があり、臀鰭（しりびれ）には3本の棘条と13本から15本の軟条がある。目の下の頬部には鱗があり、臀鰭の基部には鱗の鞘があるが、両眼の間、臀鰭の基部、および前鰓蓋骨の縁には鱗がない。上顎には刻みのある門歯状歯が1列並び、下顎には先のとがった切歯状の歯が並ぶが、臼歯状歯は存在しない。体色は銀色で、体側には8〜10本の水平な金色の縞が走り、胸鰭の基部には黒色斑がある 。
オスの体長は通常15 to 30 cm (6–12 in)であり、メスは通常31 to 45 cm (12–18 in)である。最大体長は51 cm (20 in)である。

## 分布
サルパ・サルパはフランス西岸（ビスケー湾）から南アフリカ共和国にかけての東大西洋および地中海に分布する。まれにグレートブリテン島のようなより北方でも確認されることがある。本種は分布域ではよく見かける一般的な魚であり、表層近くから水深70 m (230 ft)までに分布する。

## 生態
サルパ・サルパは主に草食性である。リビアでの調査では、食性の主な構成要素は海草であり、次いで藻類、3番目に甲殻類が多く含まれていた.。コルシカ島沖では、オモダカ目の海草Posidonia oceanicaとその着生植物（海草の表面に付く植物）が成魚の主要な餌となっており、幼魚はプランクトンを摂食することが確認されている  。
南アフリカ沖では、産卵は4月から9月にかけて行われ、東ケープ州および西ケープ州の育成域とクワズール・ナタール州の間で年間を通じた回遊が見られる。この種は雄性先熟雌雄同体（幼魚は全てオスで成熟してから一部がメスになる）である。北半球では、カナリア諸島における産卵期は9月から翌年3月までとされている。イタリア沖では、全長が24 cm (9.4 in)から31 cm (12 in)の間でオスからメスへの性転換が確認されており、これは3歳から7歳の年齢に相当する。魚の半数が性成熟に達する体長は19.5 cm (7.7 in)であり、その大部分はオスであった。この個体群では、春（3月から5月）と秋（9月末から11月）に、2回の産卵期があることが確認されている。

## 毒性
2006年、フランスマルセイユのサルヴァトール病院毒物センターに勤務していたDe HaroとPommierは論文を発表し、地中海沿岸のレストランでこの魚を食べた男性2人が、聴覚および視覚に関する多くの症状を体験したことが報告した。これらの幻覚は、魚を摂取してから約2時間後に始まり、合計で36時間続いたと報告されている。この論文によると、1994年にフランスリヴィエラで、2002年にフランスサントロペでも似た症例が確認されている。
2014年にこの魚の特に内臓は、地中海産の個体を対象とした研究において、潜在的に安全でない可能性があると評価されている。サルパ・サルパは一年を通じて常に毒を持つわけではなく、特定の時期のみに毒性を示すことから、魚が摂取する藻類や植物プランクトンに含まれる毒素や、一定期間に群れを成す習性が関与している可能性があるとされている。
ダイビング愛好家向けのウェブサイトinfo-chassesousmarine.frでは、外来種のイチイヅタが地中海に偶発的に侵入して以来、サルパ・サルパはこの藻類が産生する毒素を体内に蓄積しやすくなっているので、本種は釣り上げたらすぐに内臓を除去することを推奨している。

## 摂食
サルパ・サルパは植物食性の魚であり、ポルトガルでは2014年時点で個体数の増加により、その地域の海草を過剰に摂食していた。ポルトガル沿岸の海草群落に代わる代替植物として、トチカガミ科のCymodocea nodosa、アマモ科のZostera noltii 、同じくアマモ科のアマモを試した結果、成魚のサルパ・サルパに対してZostera noltii が最も好まれることが判明したため、これを避けてCymodocea nodosa およびアマモが海草回復プロジェクトにおいて優先的に利用されることが推奨されるようになった。